# Hymedesmia filans
Hymedesmia filans är en svampdjursart som först beskrevs av Schmidt 1868.  Hymedesmia filans ingår i släktet Hymedesmia och familjen Hymedesmiidae.
Artens utbredningsområde är Algeriet. Inga underarter finns listade i Catalogue of Life.